# Carex ecostata
Carex ecostata är en halvgräsart som beskrevs av Charles Baron Clarke. Carex ecostata ingår i släktet starrar, och familjen halvgräs. Inga underarter finns listade i Catalogue of Life.